# Dwór Tiele-Wincklerów w Katowicach
Dwór Tiele-Wincklerów w Katowicach (niem. Schloss Kattowitz) – posiadłość hrabiów Tiele-Wincklerów w Katowicach, siedziba Katowickich Dóbr Rycerskich (niem. Rittersgut Kattowitz) oraz Państwa Mysłowickiego (niem. Myslowitz Herrschaft), z uwagi na wyburzenie dworu mysłowickiego w II poł. XIX w. „Zamek” wzniesiony na obszarze dworskim był w istocie pałacem; mieścił się przy dzisiejszej alei Wojciecha Korfantego, w rejonie od północy przylegającym do obecnego Hotelu Katowice. Zburzony w 1976 roku.

## Historia

Plan Kuźnicy Boguckiej z 1823 z zaznaczonym obszarem dworskim, na którym w połowie XIX wieku wybudowano dwór

Dwór został wzniesiony około 1841 jako siedziba Franza von Wincklera, pruskiego przemysłowca i właściciela ziemskiego, posiadającego rozległe dobra na Górnym Śląsku. W 1839, kiedy Winckler zakupił dobra rycerskie Bogucice-Katowice, postanowił przenieść główną siedzibę swych majątków z Miechowic do bardziej „perspektywicznych” Katowic.
Budowlę wzniesiono przy wybudowanej 10 lat wcześniej bitej drodze, wiodącej do Siemianowic, tuż na północ od istniejących już wcześniej zabudowań folwarcznych, zajmujących teren od dzisiejszej ul. Piastowskiej po hotel „Katowice” (w ten sposób dwór wraz z parkiem zajmował obszar od hotelu „Katowice” po obecne Rondo).
Budynek miał formę dużej, klasycystycznej, piętrowej willi z wydatnym poddaszem. Od dworu, powszechnie zwanego „zamkiem”, dzisiejsza aleja Wojciecha Korfantego nosiła w latach 1899–1924 nazwę Schloßstrasse (pol. Zamkowa), zaś w latach 1924–1939 i w 1945 nazwę ulica Zamkowa.
Wincklerowie zamieszkiwali we dworze do czasu przebudowy w latach 50. XIX w. ich neogotyckiego pałacu w Miechowicach. Później w budynku mieszkał dyrektor Zarządu Dóbr Tiele-Wincklerów, Friedrich Grundmann, który w 1872, po przejściu na emeryturę, przeniósł się do własnej willi przy dzisiejszej ul. Warszawskiej 20. W 1892 Tiele-Wincklerowie przenieśli się do pałacu w Mosznej, lecz w katowickim „zamku” pozostały jeszcze przez kilkanaście lat biura ich majątków. W 1908 pomieszczenia te przebudowano na luksusowe mieszkania. W latach 1922–1937 w jednym z nich mieszkał dyrektor Górnośląskiego Związku Przemysłowców Górniczo-Hutniczych w Katowicach, w latach 1922–1929 poseł z listy Deutsche Partei do Sejmu Śląskiego, Maximilian Sabas. Drugie mieszkanie zajmował inż. Antoni Krahelski, u którego wielokrotnie w latach 30. gościł Stanisław Ignacy Witkiewicz.
Po II wojnie światowej przez dłuższy czas w budynku mieściła się Wojskowa Komenda Uzupełnień. Pierwotnie ówczesne władze planowały zlokalizować w nim Muzeum Powstań Śląskich. Ostatecznie jednak obiekt zburzono w ciągu jednej nocy w 1976 r. decyzją ówczesnego I sekretarza Komitetu Wojewódzkiego PZPR Zdzisława Grudnia, jako „pozostałość pruskiej zabudowy”.
Park z drzewostanem przy pomniku Powstańców Śląskich jest pozostałością po dworskim ogrodzie. W parku (obecnie park Powstańców Śląskich) przed wojną znajdowały się klasycystyczna Świątynia Dumania oraz pomnik ku czci Franza von Wincklera, wzniesiony w 1853 r. według projektu Theodora Kalidego, zniszczone po II wojnie światowej.